# Uki-e

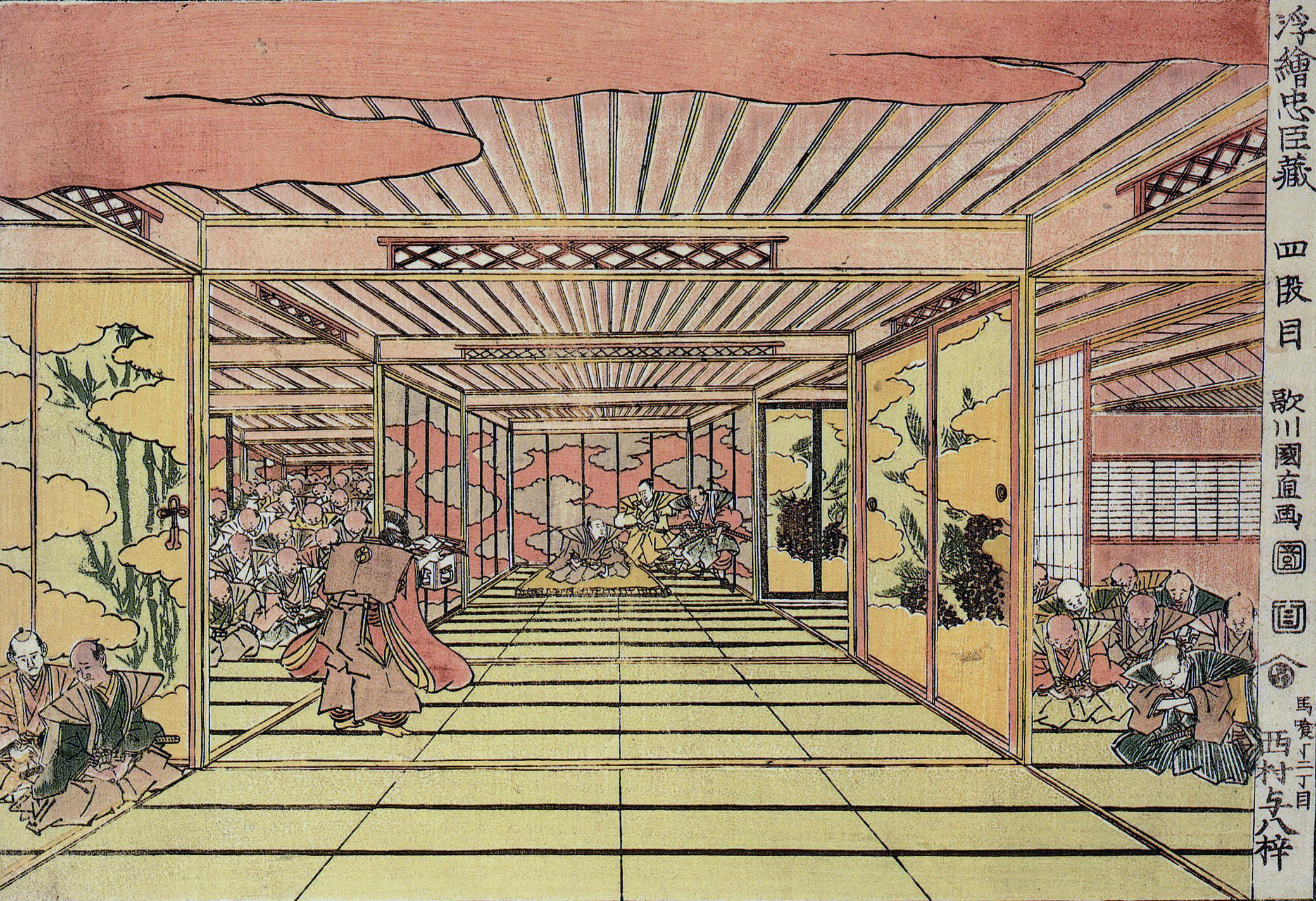
D'Utagawa Kuninao, Quart Acte (Shindamme), de la sèrie uki-e Chūshingura (c. 1820). Col·lecció del Cincinnati Art Museum

Uki-e (浮絵, literalment 'quadre flotant', i per extensió 'quadre en perspectiva') és un gènere de la xilografia japonesa que fa ús de les convencions occidentals de la perspectiva lineal. Tot i que mai va passar de ser un gènere menor, els artistes japonesos van dibuixar i gravar quadres en perspectiva a partir de la seva introducció a finals de la dècada de 1730, fins a la meitat del segle xix.
Cap al 1739, Okumura Masanobu va estudiar els gravats europeus a fi d'aprendre les regles de la perspectiva. Els seus gravats es van fer camí al Japó a través de Dejima o de la Xina. Masanobu va ser el primer a aplicar el terme uki-e a les imatges en perspectiva, i Utagawa Toyoharu va acabar de desenvolupar aquesta forma a finals de la dècada del 1750, quan va fer xilografies en color que eren còpies de gravats de Canaletto i Guardi. Toyoharu també va ser el primer a adaptar aquestes tècniques als temes japonesos.
L'interior dels teatres kabuki era un tema comú en els gravats uki-e; les escenes d'interior són agraïdes a aquesta tècnica perquè és més fàcil d'aplicar un punt de fuga a l'arquitectura que a un paisatge.